# Machinarium
Machinarium – gra przygodowa z dwuwymiarową, ręcznie rysowana grafiką, wyprodukowana przez firmę Amanita Design, która stworzyła także trzy części gry Samorost. Jej premiera miała miejsce 16 października 2009 roku na platformy Microsoft Windows, OS X i Linux, 8 września 2011 roku na iPad 2 w App Store, 21 listopada 2011 roku na BlackBerry PlayBook i 10 maja 2012 roku na Androida. Gra została wydana w Polsce 24 lutego 2010 roku przez IQ Publishing. Wersję demonstracyjną na systemy Windows i OS X udostępniono 30 sierpnia 2009 roku. Zaplanowano też wydanie wersji gry na konsolę Wii w usłudze WiiWare, lecz w listopadzie 2011 roku ją anulowano z powodu limitu 40 MB. We wrześniu 2012 roku gra ukazała się na PlayStation Network.

## Opis gry
Gra toczy się w fantastycznym świecie, w którym wszystko wykonane jest z metalu, a egzystują w nim same roboty. Główny bohater zostaje niesłusznie wygnany na wysypisko śmieci. Jego celem jest pokonanie złych robotów z Black Cap Brotherhood i uratowanie swojej dziewczyny. Głównym zadaniem gracza w Machinarium jest rozwiązywanie różnych zagadek i łamigłówek rozrzuconych po wielu zróżnicowanych planszach. Zagadki rozwiązuje się przy pomocy różnych przedmiotów, te jednak muszą znaleźć się w zasięgu robota, którym steruje gracz, aby mogły być użyte. Machinarium wyróżnia się tym, że nie zawiera żadnych dialogów, mówionych lub pisanych. Zamiast tego w grze zastosowano system animowanych dymków.